# IFRS Advisory Council
Das IFRS Advisory Council (IFRS AC) ist das formelle Beratungsgremium des für die internationalen Rechnungslegungsstandards IFRS zuständigen IASB und der Trustees der IFRS Foundation.

## Grundlagen
Das IFRS AC ist eines der Gremien in der Struktur der IFRS Foundation. Die anderen Gremien sind nach der Satzung  (Constitution) der IFRS Foundation das International Accounting Standards Board (IASB), das IFRS Interpretations Committee, die IFRS Foundation Trustees (Trustees), das IFRS Foundation Monitoring Board und der Executive Director mit Mitarbeiterstab.
Vorgänger des IFRS AC war das Standards Advisory Council (SAC). Das IFRS AC löste das SAC 2010 ab. Zunächst war dies nur ein Namenswechsel des Gremiums, weshalb auch die 2009 noch für das SAC ernannten Mitglieder automatisch Mitglieder des IFRS AC wurden. Die wesentlichen Unterschiede zwischen IFRS AC und SAC sind:
- Die Mitglieder des IFRS AC werden grundsätzlich als Vertreter von Organisationen ernannt.
- Der Fokus des IFRS AC liegt deutlich stärker auf strategischen Themen als auf konkreten Bilanzierungsfragen.

Das IFRS AC ist nicht das einzige Beratungsgremium des IASB, es unterscheidet sich jedoch von allen anderen Beratungsgremien dadurch, dass es
- in der Satzung der IFRS Foundation kodifiziert ist und
- nicht nur das IASB, sondern auch die Trustees berät.

Zusammensetzung und Aufgaben des IFRS AC regeln die Textziffern 43ff. der Satzung der IFRS Foundation.

## Funktion
Nach Art. 43 der Satzung der IFRS Foundation soll das IFRS AC ein Forum zur Beteiligung von Organisationen und Individuen mit Interesse an der internationalen Finanzberichterstattung und unterschiedlicher Funktion sowie unterschiedlicher geographischer Herkunft bieten. Konkret sieht die Satzung der IFRS Foundation die folgenden Aufgaben des IFRS AC vor:
- Beratung des IASB zu Entscheidungen bezüglich seines Arbeitsprogramms und zu den Prioritäten seiner Arbeit
- Information des IASB zu den Sichtweisen der im IFRS Council vertretenen Organisationen und Individuen zu den wesentlichen Projekten der Standardsetzung
- Beratung des IASB und der Trustees zu anderen Themen

Die Geschäftsordnung (Terms of reference and operating procedures) des IFRS AC konkretisiert diese satzungsmäßigen Aufgaben dahingehend, dass die Beratung des IASB sich u. a. bezieht auf
- die Agenda des IASB
- den Projektzeitplan (das work programme) des IASB inkl. der Projektprioritäten sowie jegliche Änderungen von Agenda und Prioritäten und
- konkrete Projekte des IASB mit einem besonderen Fokus auf ihre praktische Anwendung und Implementierungsthemen, wobei sich diese Beratung auch auf bestehende Standards bezieht die Aktivitäten des IFRS Interpretations Committee bedürfen

Als zweitrangige Aufgabe („secondary objective“) nennt die Geschäftsordnung Maßnahmen um eine breite Beteiligung an der Entwicklung der IFRS als qualitativ hochwertige und global akzeptierte Standards zu unterstützen. Dies umfasst die Nutzung der globalen Netzwerke der einflussreichen im IFRS AC vertretenen Organisationen.

## Mitgliedschaft
Nach Art. 44 der Satzung der IFRS Foundation umfasst das IFRS AC mindestens 30 Mitglieder. Dass die Mitglieder des IFRS AC grundsätzlich als Vertreter von Organisationen ernannt werden, unterscheidet das IFRS AC von seinem Vorgänger SAC. Derzeit sind es 50 Mitglieder, die 51 Organisationen vertreten. Die Mitglieder sind auf der Website der IFRS Foundation benannt.
Die Mitglieder werden von den Trustees ernannt. Ihre Amtszeit beträgt maximal 6 Jahre, wobei die Erstbestellung für maximal drei Jahre erfolgt und maximal eine Zweitbestellung erfolgen kann. Nach der Geschäftsordnung des IFRS AC sollen die Mitglieder aus folgenden Gruppen von an der Rechnungslegung Beteiligten rekrutiert werden:
- Nutzer der Rechnungslegung
- Ersteller der Rechnungslegung
- Finanzanalysten
- Hochschullehrer
- Abschlussprüfer
- Regulatoren
- Rechnungslegungsorganisationen (‚professional accounting bodies‘)
- Internationale Organisationen

Neben der Mitgliedschaft können die Trustees Organisationen mit Einfluss in der ‚financial community‘ einen offiziellen Beobachterstatus (official observer status) gewähren.
Die Geschäftsordnung sieht vor, dass Mitglieder, die an drei Sitzungen in Folge nicht teilgenommen haben, gebeten werden ihre Mitgliedschaft im IFRS AC aufzugeben. Die Mitglieder werden nicht vergütet und erhalten grundsätzlich auch keine Erstattung ihrer Reisekosten.
Zu den deutschen Mitgliedern im IFRS AC gehörten bzw. gehören:
- Christoph Ernst (2009 – als Vertreter von IOSCO)
- Norbert Barth (2009–2013 – als Vertreter von CRUF)
- Christoph Hütten (2009–2014, ab 2012 als Vize-Vorsitzender – als Vertreter von ERT)
- Thomas Blöink (2011–2014 – als Vertreter von IOSCO)
- Liesel Knorr (2011–2014 – Vertreterin des DRSC im Pool der vier europäischen nationalen Standardsetzer)
- Markus Grund (2013–2015 – als Vertreter der International Association of Insurance Supervisors)
- Jens Freiberg (seit 2014 – als Vertreter von BDO)
- Lothar Weniger (seit 2014 – als Vertreter von CRUF)
- Robert Köthner (2015–2017 – als Vertreter von ERT)
- Holger Daske (seit 2015 – als Vertreter von IAAER)
- Jürgen Kirchhof (seit 2015 – als Vertreter der Europäischen Zentralbank)
- Andreas Barckow (seit 2019 – als Vertreter des DRSC)

## Vorsitz
Wie die Mitglieder wird auch der/die Vorsitzende des IFRS AC von den Trustees ernannt. Die Aufgaben des Vorsitzes regelt Art. 9 der Geschäftsordnung des IFRS AC. Bisher hatten den Vorsitz inne:
- 2009–2014: Paul Cherry (ehemaliger Vorsitzender des Canadian Accounting Standards Board (AcSB))[3]
- seit 2014: Joanna Perry (ehemalige Vorsitzende des New Zealand Financial Reporting Standards Board (FRSB))[4]

Neben dem/der Vorsitzenden ernennen die Trustees zwei Vize-Vorsitzenden. Der Deutsche Christoph Hütten war von 2012 bis 2014 einer der Vize-Vorsitzenden.

## Sitzungen
Nach Art. 45 der Satzung der IFRS Foundation tagt das IFRS AC mindestens zweimal pro Jahr. Die Geschäftsordnung des IFRS AC sieht grundsätzlich drei 2-Tages-Sitzungen pro Jahr vor, tatsächlich werden seit 2017 jedoch nur noch zwei 2-Tages-Sitzungen pro Jahr abgehalten.
Die Sitzungen sind öffentlich. Die Geschäftsordnung des IFRS AC sieht eine Teilnahmepflicht u. a. für den Vorsitzenden des IASB vor. Die anderen IASB-Mitglieder sollen grundsätzlich ebenfalls teilnehmen.